# Paulo Alves (futebolista)
Paulo Lourenço Martins Alves, mais conhecido como Paulo Alves, (Vila Real, 10 de Dezembro de 1969) foi um futebolista português, que actuava na posição de avançado.
Em 2024 é o treinador do Lugo.

## Carreira
Iniciou-se como jogador profissional no Gil Vicente. Jogou ainda em alguns clubes importantes do futebol português, nomeadamente o Braga, o Marítimo e o Sporting. Teve igualmente algumas experiências fora do país, nomeadamente no West Ham e no Bastia. Paulo Alves foi um dos jogadores que venceu o Campeonato Mundial de Futebol Sub-20, disputado na Arábia Saudita em 1989.

## Seleção
Foi 14 vezes internacional por Portugal, de 1994 a 1996, marcando 7 golos, tendo-se estreado em Riga num jogo frente à Letónia, para a qualificação do Campeonato Europeu de Futebol de 1996, para onde não veio a ser seleccionado..

## Palmarés

### Sporting
- 1 Supertaça Cândido de Oliveira: 1996

### Portugal
- 1 Campeonato Mundial de Futebol Sub-20: 1989